# Petitiocodon parviflorum
Petitiocodon parviflorum är en måreväxtart som först beskrevs av Ronald William John Keay, och fick sitt nu gällande namn av Elmar Robbrecht. Petitiocodon parviflorum ingår i släktet Petitiocodon och familjen måreväxter. Inga underarter finns listade i Catalogue of Life.